# 亞美尼亞中央銀行

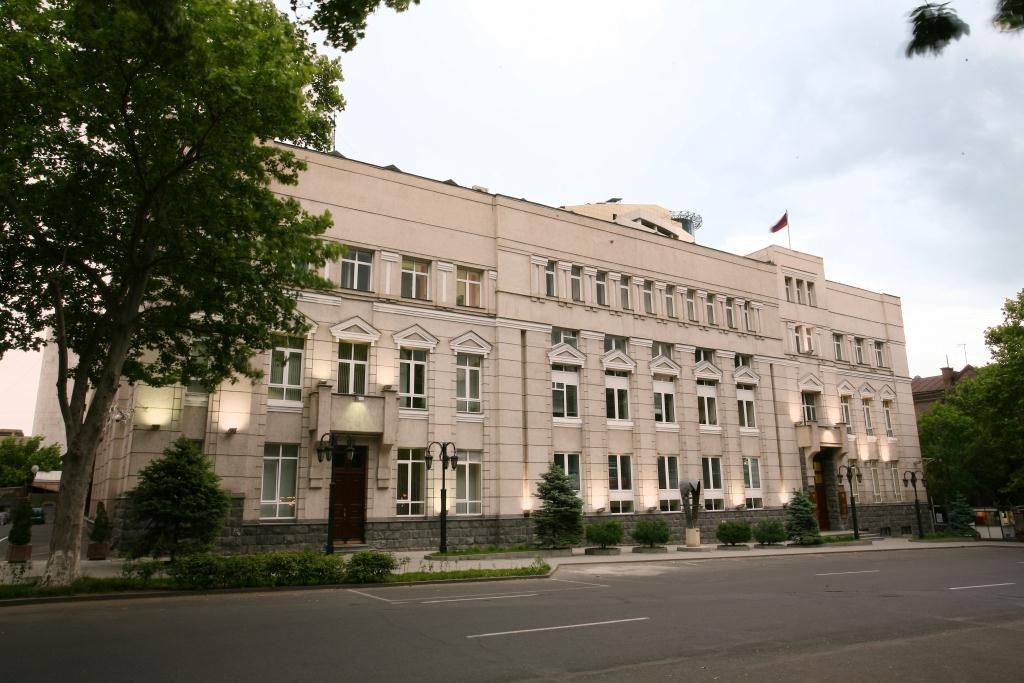

亞美尼亞中央銀行是亞美尼亞的中央銀行，總部位於亞美尼亞首都葉里溫。亞美尼亞中央銀行是亞美尼亞貨幣德拉姆的發行單位，擁有亞美尼亞唯一的造幣廠。